# Telecomprovider
Een telecomprovider is een bedrijf dat is gespecialiseerd in het leveren van diensten op het gebied van telecommunicatie, zoals telefonie en data-communicatie.
In de 20e eeuw waren telecomproviders doorgaans staatsbedrijven die de landelijke telefonie verzorgden. Als gevolg van de marktwerking in de telecomsector zijn dit nu (vaak internationale) bedrijven die op commerciële basis hun diensten aanbieden.